# Paris Brunner
Paris Josua Brunner (Alemania, 15 de febrero de 2006) es un futbolista alemán que juega como delantero en el A. S. Monaco F. C. de la Ligue 1.

## Trayectoria
Jugó para las academias de Rot-Weiss Essen y VfL Bochum, antes de unirse al Borussia Dortmund en 2020.
Saltó a la fama en el mundo del fútbol tras marcar dieciséis goles en sólo cinco apariciones en la Bundesliga sub-17. Fue ascendido al equipo sub-19 a la edad de dieciséis años, anotando en su debut contra el Bonner SC en la Bundesliga sub-19. Estas proezas de marcar goles le valieron comparaciones con su compañero de equipo Youssoufa Moukoko, quien fue igualmente prolífico a nivel juvenil.
El 16 de agosto de 2024 fichó por el A. S. Monaco F. C. con un contrato de cuatro años, aunque inmediatamente fue cedido al Círculo de Brujas para jugar allí el primero de ellos.

## Selección nacional
Ha representado a Alemania a nivel internacional en las selecciones juveniles. Con la selección sub-17 de Alemania se proclamó campeón del Campeonato Europeo 2023 y de la Copa Mundial de 2023 de la categoría. En ambos campeonatos Brunner recibió el premio al mejor jugador del torneo.

## Estadísticas

### Clubes
Actualizado al último partido disputado el 11 de enero de 2024.
| Club                            | Div.          | Temporada     | Liga  | Liga  | Liga   | Copas nacionales | Copas nacionales | Copas nacionales | Copas internacionales | Copas internacionales | Copas internacionales | Total | Total | Total  |
| Club                            | Div.          | Temporada     | Part. | Goles | Asist. | Part.            | Goles            | Asist.           | Part.                 | Goles                 | Asist.                | Part. | Goles | Asist. |
| ------------------------------- | ------------- | ------------- | ----- | ----- | ------ | ---------------- | ---------------- | ---------------- | --------------------- | --------------------- | --------------------- | ----- | ----- | ------ |
| Borussia Dortmund II · Alemania | 3.ª           | 2023-24       | 2     | 0     | 0      | 0                | 0                | 0                | 0                     | 0                     | 0                     | 2     | 0     | 0      |
| Borussia Dortmund II · Alemania | Total club    | Total club    | 2     | 0     | 0      | 0                | 0                | 0                | 0                     | 0                     | 0                     | 2     | 0     | 0      |
| Círculo de Brujas · Bélgica     | 1.ª           | 2024-25       | 3     | 0     | 0      | 0                | 0                | 0                | 2                     | 0                     | 0                     | 5     | 0     | 0      |
| Círculo de Brujas · Bélgica     | Total club    | Total club    | 3     | 0     | 0      | 0                | 0                | 0                | 2                     | 0                     | 0                     | 5     | 0     | 0      |
| Total carrera                   | Total carrera | Total carrera | 5     | 0     | 0      | 0                | 0                | 0                | 2                     | 0                     | 0                     | 7     | 0     | 0      |

## Palmarés

### Campeonatos internacionales
| Título                        | Selección         | Sede      | Año  |
| ----------------------------- | ----------------- | --------- | ---- |
| Europeo Sub-17                | Alemania (sub-17) | Hungría   | 2023 |
| Copa Mundial de Fútbol Sub-17 | Alemania (sub-17) | Indonesia | 2023 |

### Distinciones individuales
| Distinción                                    | Año  |
| --------------------------------------------- | ---- |
| Máximo goleador del Campeonato Europeo sub-17 | 2023 |
| Mejor jugador del Campeonato Europeo sub-17   | 2023 |
| Balón de Oro de la Copa Mundial sub-17        | 2023 |